# 利蘭亞特蘭大

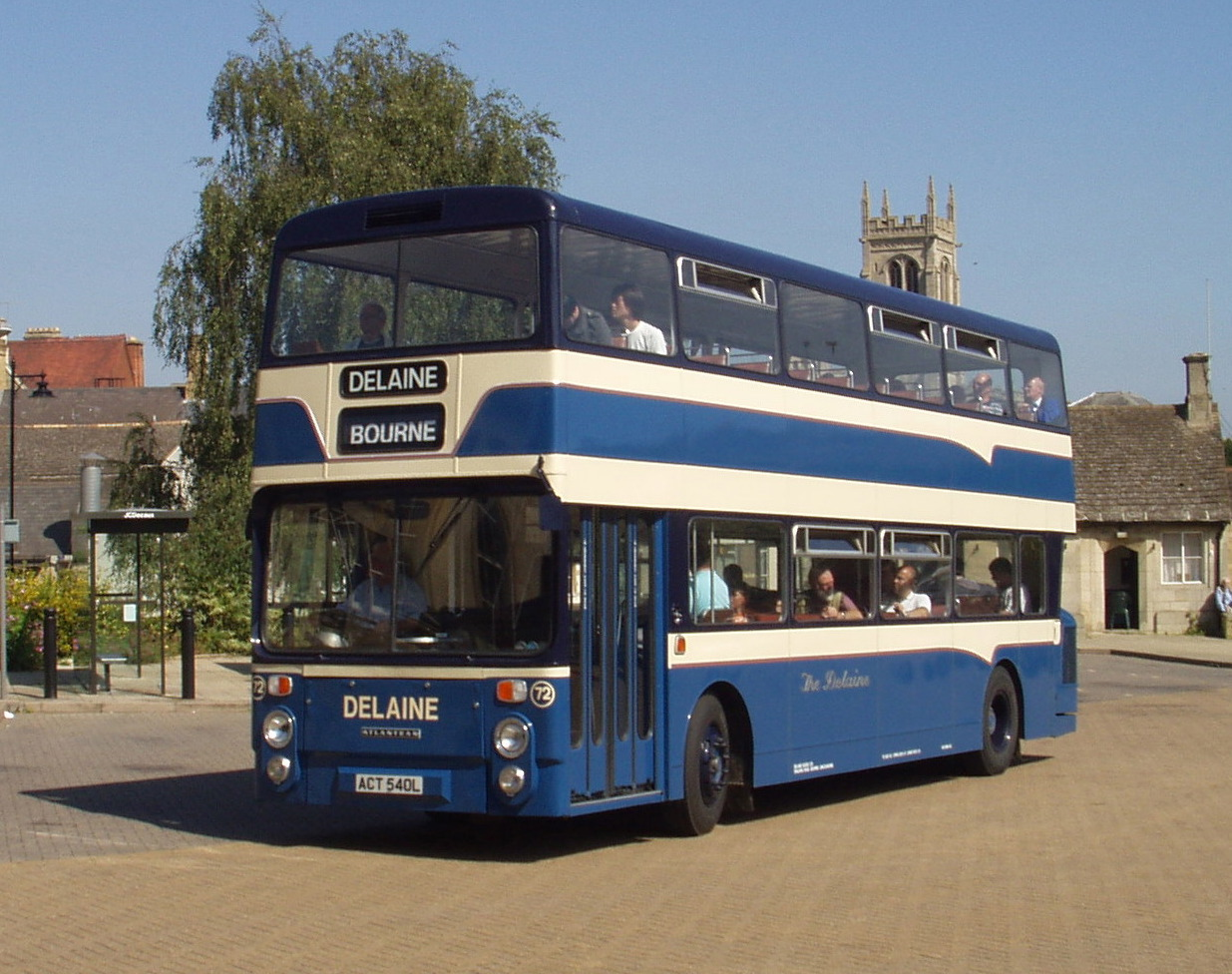
配備Northern Counties車身的利蘭亞特蘭大巴士

利蘭亞特蘭大（英語：Leyland Atlantean）為利蘭車廠生產的英國第一款後置引擎雙層巴士底盤，這款巴士的面世成為英國巴士發展的一個重要里程碑。

## 概要

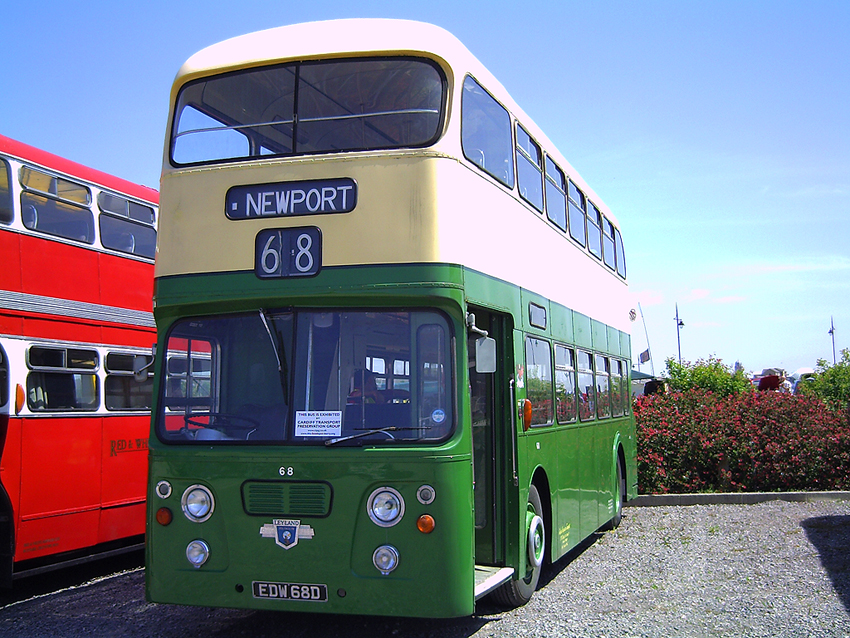
配備亞歷山大車身的利蘭亞特蘭大

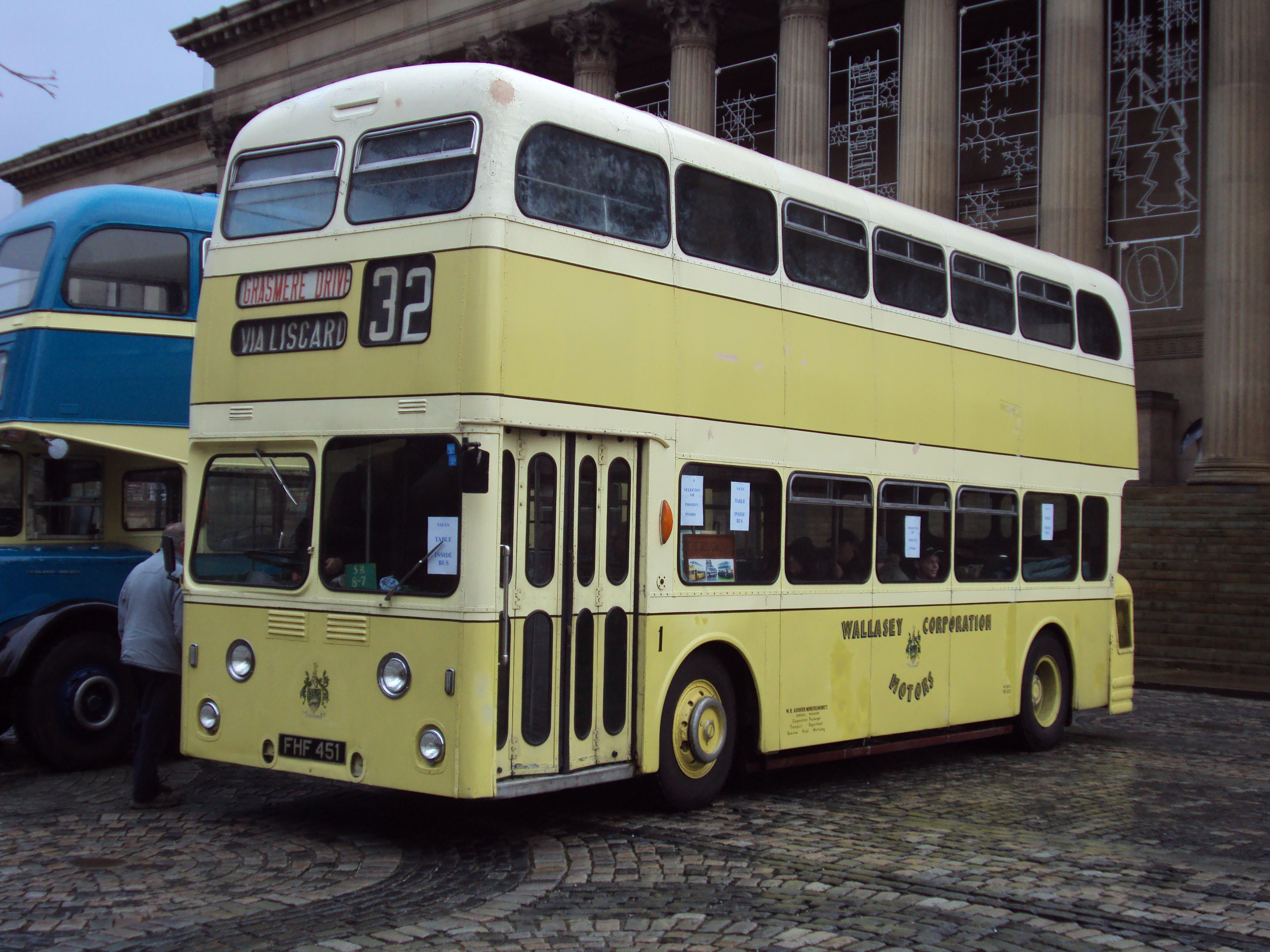
利蘭亞特蘭大PDR型

第二次世界大戰完結後，英國巴士公司的客量處於低迷，巴士製造商就研究解決方案以節省營運成本。早於戰前就已經製造出幾台後置引擎巴士以作測試用途，但因為不成功而未能夠量產。後來為了減少機械所佔用的空間，就設計出中置引擎的單層巴士，但是這種佈局會增加地台高度，對於雙層巴士來說，更會使到車身過高，那就需要降低車廂内部的高度來遷就。
利蘭早於1952年開始構思一款後置引擎雙層巴士，其原型車於1956年展出，並且命名為亞特蘭大，到了1958年，亞特蘭大量產型首度亮相，初代系列為PDR1/1。直到1972年，總共有超過6000輛亞特蘭大PDR型行走。
亞特蘭大巴士推出後，立即成為市場的主流，作為英國首款後置引擎巴士，突破了許多前置引擎巴士的限制和缺點。由於巴士的引擎被置於車尾，令傳入車廂的噪音大大減少，車頭駕駛室空間及司機的視野則因為沒有引擎室所佔據而大幅增加。由於引擎不像前置引擎車型設於駕駛室旁，所以車頭有充裕的空間設置供乘客上落的車門和通道，不但方便司機觀察乘客上落巴士，更方便「一人控制巴士」模式，司機除了駕駛巴士，也可在停車供乘客上落時用錢箱收錢。因為車頭沒有相當佔空間的動力系統，車頭的車門可以設計得既深且闊。因為引擎、波箱、冷卻水箱及傳動軸，都集中安裝在車尾的引擎室內，使車廂地台之下可騰出更多空間，令巴士的前半部地台可大幅降低，前車門可不設梯級，方便乘客上落。因此，當年亞特蘭大甫出現，即一枝獨秀，橫掃整個英國市場。
1972年，利蘭推出亞特蘭大AN68型以取代舊款的PDR系列，並作出多項改良，而且還出口到海外地區，包括新加坡、菲律賓、印尼、伊拉克及美國等，其中於1976年美國紐約大都會公車局購入那一批更配備獨立引擎驅動的空調機（1980年售予錦倫旅運）。於1977年面世的利蘭泰坦B15原本是亞特蘭大的後繼產品，卻生產數年便停產，即使更先進的利蘭奧林比安於1980年量產，但亞特蘭大巴士的生產線仍維持到1986年才正式停產。在28年的生產年期內，總共有超過15,000輛亞特蘭大巴士底盤出廠。
雖然亞特蘭大巴士的生產期超過25年，但引擎和波箱的選擇卻不多，基本上都是利蘭自產的引擎和波箱。亞特蘭大巴士的標準配置是利蘭O.600柴油引擎，較後期則有O.680及O.690，但利蘭引擎的性能及可靠度並不理想。雖然有少數巴士公司如香港的中巴和九巴曾將利蘭引擎更換為吉拿（Gardner）的6LX引擎進行測試，但此舉涉及對車尾的改造，因此缺乏成本效益，要大量換裝並不可行。波箱方面，絕大部分是使用利蘭的四前速半自動波箱，或是利蘭全自動波箱，也有使用德國的福伊特（Voith）全自動波箱。
車身方面則比較多元化，計有Roe、都城嘉慕、亞歷山大、ECW、Northern Countries、Park Royal等。出口版本的亞特蘭大，更有都普及BACo車身供選擇。

## 世界各地

### 澳洲
悉尼公共運輸局於1969年至1972年間，共購買了224輛全新的亞特蘭大雙層巴士，全數均裝配由Pressed Metal Corporation（PMC）提供的車身。但這些巴士在悉尼的服役時間並不長，在1986年已全部退出載客行列，一些巴士在退役後被運往珀斯市。
Kirkland Brothers' Omnibus Services也曾於英國引入10輛二手亞特蘭大雙層巴士，在新南威爾士州的Lismore行走，提供學童接送服務。

### 中東
科威特，伊朗和伊拉克於1973年至1974年間分別向利蘭訂購450輛及400輛亞特蘭大AN68型雙層巴士，當中伊拉克的亞特蘭大裝配Park Royal車身。

### 新加坡
1977年，新加坡巴士引進首批共20輛亞特蘭大AN68型雙層巴士試用，這是新加坡首批雙層巴士，分別配上Metal Sections及BACo車身。這批亞特蘭大AN68型於1977年6月13日開始服務於86線。雖然亞特蘭大巴士攀斜能力欠佳，但在地勢平坦的新加坡並不是什麼大問題，所以新加坡巴士決定大量採用。新加坡巴士於1978年至1986年間，分多批購入大量裝配不同車身的亞特蘭大AN68型（計有Metal Sections、BACo、亞歷山大L型及亞歷山大R型車身）。亞特蘭大曾經是新加坡巴士在1980年代的雙層巴士主力車型，包括首批亞特蘭大AN68型在內，共有520輛亞特蘭大AN68在新加坡行駛，直至2001年，新加坡的亞特蘭大AN68型才全數退役。
部分亞特蘭大巴士在退役後曾被運往其他地方使用，如香港（城巴購入101輛）、中國上海（配Metal Sections車身）及廣州等。

### 印尼
雅加達曾引進200輛亞特蘭大AN68型巴士，配上都普、亞歷山大L型車身。

### 菲律賓
馬尼拉亞曾引進亞特蘭大AN68型巴士，配上亞歷山大L型車身。這些巴士的車身規格跟新加坡的同款巴士配同一款式車身的大致上一致，只是更改為左駕駛室設計。另外為了讓菲律賓的駕駛者熟習巴士的操作，這批巴士都配備同款巴士中少見的全自動波箱。但這些巴士在菲律賓的營運遠不如新加坡的成功，隨著試用完畢，巴士很快就被投閒置散。

### 香港
在香港使用的利蘭亞特蘭大巴士皆為二手車，都是香港的巴士公司為了應付車輛短缺，因而從外地的巴士公司購入現役巴士應付當前的需要。
九巴和中巴在1970年代初先後從英國的巴士公司購入合共百多輛亞特蘭大巴士，吉時吉旅遊於1981年從英國購入5輛，城巴在1993年也從新加坡購入101輛二手車。由於香港的專營巴士公司對亞特蘭大的利蘭引擎不甚滿意，在1970年代初可供選購的英國後置引擎巴士之中，較偏好購買可選配吉拿引擎的丹拿珍寶雙層巴士，並沒有打算長期使用亞特蘭大，所以在香港操作的亞特蘭大都是行駛不足10年就退役。

#### 九巴及中巴
因為政府在1970年代大力在市區周邊和新界區發展新市鎮，但鐵路未及發展和提升服務，大量市民需要依賴巴士上班上學，而巴士公司的車源不足以應付客量需求，導致乘客經常要在巴士站久候才能夠登車，引起乘客對巴士服務不滿，於是中華巴士及九龍巴士分別從英國的巴士公司購入大批亞特蘭大PDR1/1型巴士應急。由於亞特蘭大原裝的利蘭引擎可靠性低，所以中巴及九巴均曾為數輛亞特蘭大巴士試裝吉拿出品的6LX引擎，但此項改動需把引擎室的空間擴大，雖然吉拿引擎的可靠性比原裝的利蘭引擎為高，不過全數更換並不符合成本效益，所以仍有相當大部分的亞特蘭大巴士沿用利蘭引擎直至退役。
九巴購入72輛亞特蘭大巴士（其中一輛被用作零件車，其餘71輛則被編為2L9-79），當中最少有四輛（車隊編號2L15、2L52、2L67及2L71）曾被重建車身，2L15（車牌號碼AD7463）採用九巴的「金屬部件」零件重建車身，外貌跟其他未被重建車身的巴士分別不大，而且重建車身後仍維持二手巴士的車身色彩，是四部經歷重建車身的巴士中唯一仍維持此色彩的巴士，但車窗排列比較整齊及美觀，另外此車亦被更換了吉拿6LX引擎。由於吉拿6LX引擎比利蘭O600引擎為大，九巴於購買丹拿Fleetline時亦額外購買其引擎艙外殼來取代之，並且於下層加設9個企位；2L52（BE4166）配上九巴自行設計的車身，車身配件來自BACo，同樣地被更換了吉拿6LX引擎及轉用丹拿Fleetline引擎艙外殼；2L67（BE8656）配上International Containers車身，樣子有點像後來九巴配BACo車身的丹拿Fleetline「平頂寶」；而2L71（BE8983）則配上與丹尼士喝采型樣版車（車隊編號N1-N4）相似的BACo車身，車身由原本單一車門更改為前窄後闊的雙車門，是這批二手巴士少見的安排。2L52及另一輛配Weymann車身的2L更曾髹上「至尊橙汁」全車身廣告，原因是巴士退役後借予電影公司（該電影公司主要股東為時任九巴總經理雷覺坤）拍攝《狐蝠》電影中的飛車片段，在《狐蝠》電影中的飛車片段是由薄扶林蒲飛路巴士總站開始，經過西營盤的第三街、半山區及灣仔新填地，當中有部份地區更是從來未有過專利巴士行走的，電影中Weymann車身的2L最後被私家車撞及上層，並嚴重毀爛，拍畢電影後被拆毀；而2L71更曾被編入市區路線行走，是九巴唯一曾被編入市區線行走的二手亞特蘭大巴士，九巴的亞特蘭大在1974年開始被淘汰，當中12部巴士在使用不到1年後的1974年3月31日或以前就被除牌。到了1975至1976年是淘汰高峰，一直至1977年已經剩下14部巴士仍在九巴陣中，最後4部巴士，即曾被重建車身的四部（2L15、2L52、2L67、2L71）於1979年8月20日或以前全數退役。
中巴購入的亞特蘭大包括18輛矮車身版本（最初被編為PDR，後改為LA），3輛高車身版本（編號HA1-3），以及從倫敦運輸局購入的全數50輛「PDR1/1特別型」巴士（沿用倫敦運輸局原編號XA1-50），最早的一批於1972年運抵香港，其中安裝Weymann矮車身的上層車廂後部採用「4+0」座位佈局。中巴的亞特蘭大在1981年全數退役，其中XA4退役後售予城巴，車隊編號為L24，原只作收藏之用，後來由於九鐵有意要求城巴開辦沙田第一城接駁九鐵的路線，L24與B21（布里斯托Lodekka巴士）於是被編入該條計劃路線的派車，但基於運輸署及九巴反對，加上九鐵自行營運K11，計劃無疾而終，L24更從未再重新出牌，並且被拆毀。

#### 吉時吉旅遊
吉時吉旅遊於1981年從英國諾定咸購入五輛配Northern Counties矮車身的亞特蘭大PDR1/3（編號181-183、185、186），這是香港唯一一批用作非專營巴士服務的亞特蘭大，其中兩輛曾於1986年末被城巴租用，該五輛亞特蘭大PDR1/3最終於1987年退役。

#### 城巴

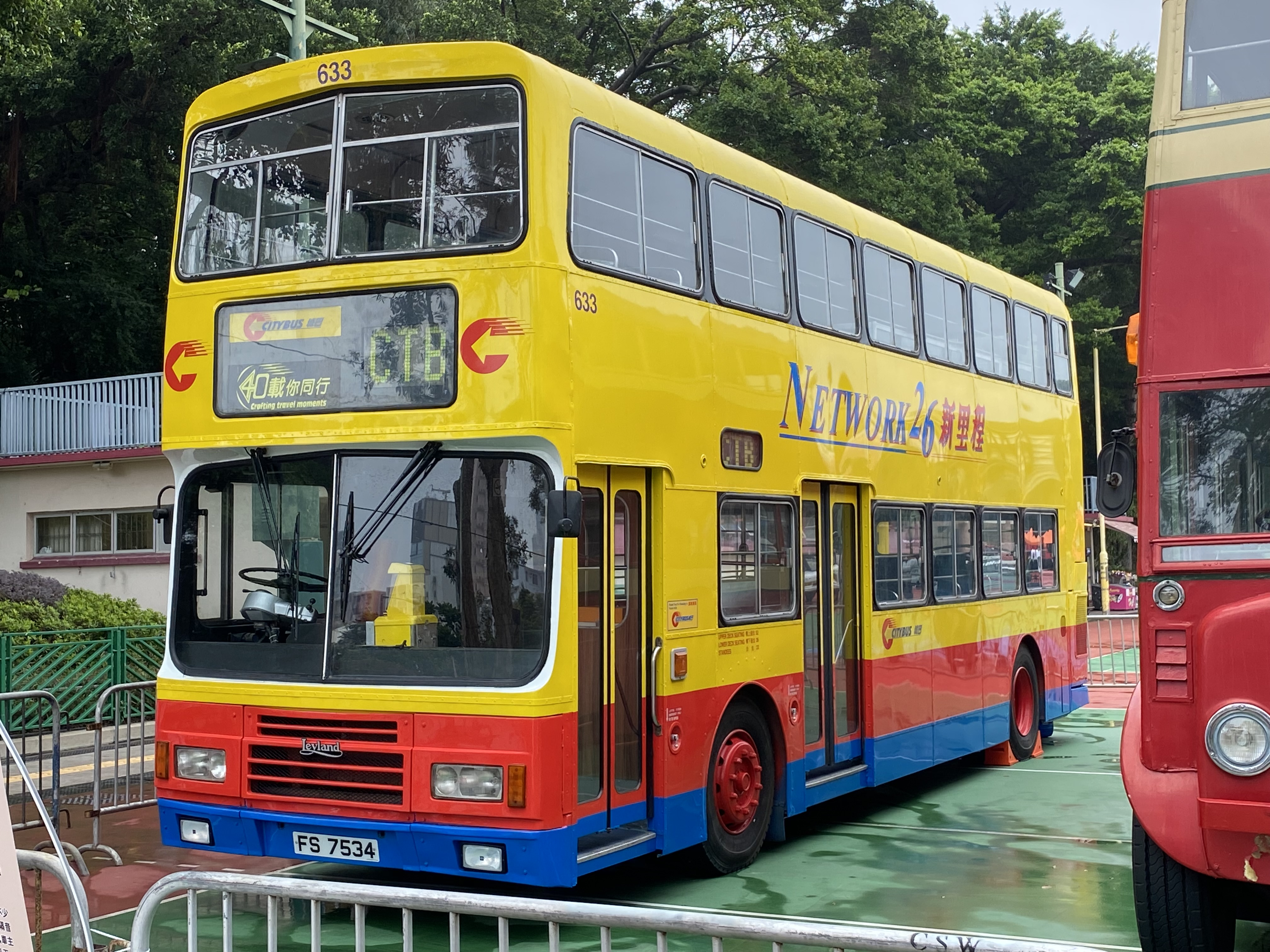
修復後的城巴633號車

1981年，城巴從中巴購入已退役的XA4，更改為城巴的色彩及給予編號L24，但巴士從來沒有投入服務，最終於1984年退役後拆卸。
1986年末，城巴向吉時吉旅遊租用兩台亞特蘭大PDR1/3，並披上城巴車隊色彩，直到1987年連同其餘三台亞特蘭大PDR1/3一同退役。
1992年，城巴在政府招標中奪得原屬於中巴的26條港島南區巴士線的專營權，按規定須於1993年9月1日起營運這些路線。這26條路線預計需要投放200輛巴士，城巴在中標後雖然立即訂購大量新車，但由於新車交付需時，於是從新加坡的新加坡巴士購入101輛亞特蘭大AN68型二手巴士（編號600-699，餘下一輛被用作零件車）應急。由於這批二手車從新加坡購入之時已屆12至13年車齡，故城巴在巴士運抵香港後，先在城巴的車廠內進行全面翻新，包括翻修引擎及波箱，重新輔設車廂地台板及更換座椅，新加坡巴士在車窗外的橫向扶手因不合附香港道路交通條例（車輛構造及保養）規定，也被改為香港常見裝在車廂內的形式，最後城巴更為了統一旗下車隊的形象，而將原有的亞歷山大L型頭幅，更換為城巴當時常用的亞歷山大R型頭幅，並裝上Vultron電子路線牌箱（編號628、660及699由於只用作訓練巴士，仍保留原有頭幅）。至於車廂內部的粉飾，卻採用當時九巴非空調巴士的木紋飾板設計，而地板則為藍色。但諷刺的是當時城巴和中巴本來是敵對的，翻新時卻用上代表中巴的藍色座椅皮套，容易令人錯覺以為城巴用中巴舊車行走。這批二手巴士在全年炎熱多雨的新加坡已經使用了十多年，即使城巴於購入後進行了翻修，但受限於沿用的利蘭動力組合，行車表現始終強差人意，面對有大量斜路的港島巴士路線，亞特蘭大的利蘭引擎縱使發出吵耳的噪音卻上斜乏力，故這批二手巴士被戲稱為「黃老太」、「坡柴」（新加坡廢柴之意）。
由於城巴接辦港島南區巴士路線初期新車短缺，所以這批二手巴士曾經是港島南區經香港仔隧道來往中環及銅鑼灣的主力（如72、72A、72B、75和96等），也活躍於南區區內短途路線（如97A和98），只有少數接辦時已經全空調化和路況不適合的路線沒有這款巴士行駛。港島南區的泳灘路線（如6和6A）因為路線迂迴曲折及起伏大，又屬於有代表性的旅遊路線，所以城巴派出全新的空調巴士行駛。有一些需要長時間上大斜路的路線（如取道南風道及行經香港仔水塘道的76），因為這款巴士攀斜性能太差勁，無力長時間上斜，所以城巴另外向新大嶼山巴士購買二手的勝利二型臨時行走這些山區路線。
首輛退役的亞特蘭大是600，於1994年12月12日在石排灣道意外翻側而退役，其後於1996年開始陸續有亞特蘭大退役，城巴原計劃於1997年將旗下所有亞特蘭大退役，但由於再接辦中巴14條巴士路線及種種因素而未能成事，港島東區（如85）亦一度有這款巴士行走。1997年，因旗下富豪奧林比安12米新巴士的車隊編號（396-599）已用盡，剛巧與亞特蘭大的車隊編號重疊，城巴繼而於部分仍在服役的亞特蘭大車隊編號前加上A字，以茲識別。城巴餘下的亞特蘭大至1998年底正式脫離載客行列，標誌著城巴非空調專利巴士服務的結束，而餘下的亞特蘭大訓練巴士則於2000年全數退役，其中50多輛亞特蘭大退役後被售往南非開普敦（到了開普敦後由於受到入口限制，曾擱置一段長時間，後來部分巴士完成翻新投入服務）。
現時全數車隊只剩下A633未被拆毀；該車退役後先作小蠔灣車廠的「流動屏風」，再被城巴出售，後有有心人購入收藏。後來城巴於2019年從前車主手上購回A633並進行復修工作；最後A633榮登城巴「40載你同行」活動的主角，車隊編號亦改回1993年加入城巴時的編號633。

### 中国内地
1993年3月18日，上海新新汽车服务公司由上海公交总公司与上海市中国旅行社合资成立，1993年4月10日使用曾服役于前新加坡巴士的二手Metal Sections车身利兰亚特兰大型双层巴士开通2条线路：双层1路（老西门至虹桥路，今911路）、双层2路（新客站北广场至彭浦新村，今912路），这批车辆抵沪前，乘客车门（中门）被从左侧改到右侧。1990年代后期，随着国产双层客车到位，这批利兰亚特兰大陆续退役。

## 外部連結
- 城巴的亞特蘭大巴士（页面存档备份，存于）
- 新加坡的亞特蘭大巴士（页面存档备份，存于）
- 運往內地前的新加坡亞特蘭大巴士（页面存档备份，存于）
- 利兰亚特兰大双层巴士投入911，912服务（页面存档备份，存于）. 上海电视台2台.